# Röntgen

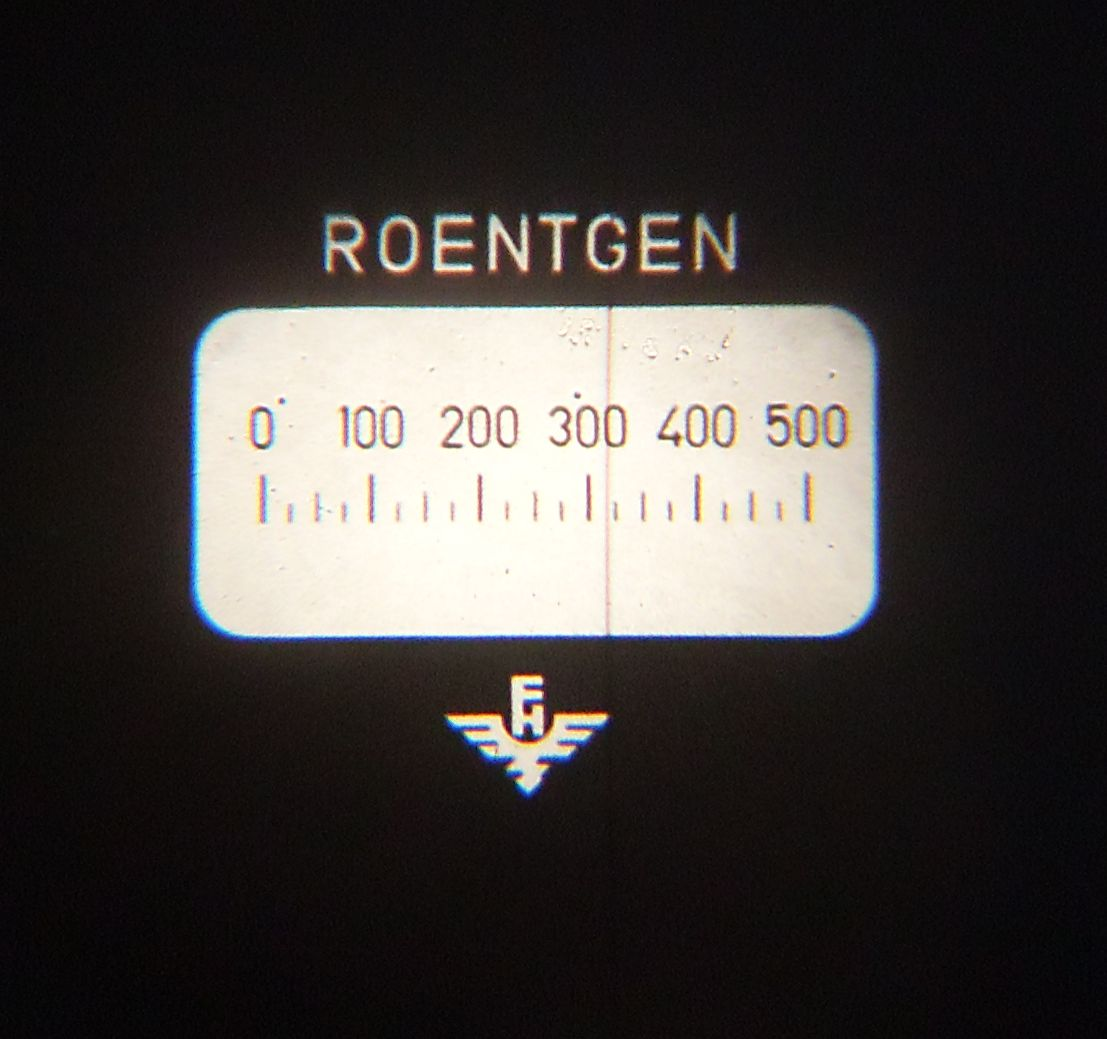
Exibição de um dosímetro de fibra de quartzo, em unidades de roentgen.

Röntgen ou Roentgen (símbolo R) é uma unidade de medida de radiação ionizante (como os raios X e raios gama), nomeada em homenagem ao físico alemão Wilhelm Conrad Röntgen. Adotada em 1928, 1 R é a quantidade de radiação necessária para libertar cargas positivas e negativas de 1 unidade eletrostática de carga (esu) de 1 cm³ de ar seco à temperatura e pressão normais (STP). Tal corresponde à geração de aproximadamente 2.08×109 pares de iões.
Até 2006, o Röntgen era aceito para uso com o Sistema Internacional (SI) e, neste caso, o seu valor era expresso em termos de unidades SI de  carga dividida pela massa em (C/kg) e não através da definição original. Embora o uso seja aceito no SI, não é em si mesma uma unidade SI e o seu uso foi "fortemente desencorajado" pelo National Institute of Standards and Technology.

## Descrição
O röntgen foi usado ocasionalmente para medir a exposição a radiação não apenas de raios X e raios gama. Para ajustar-se à medição do impacto em matéria orgânica, a unidade röntgen equivalent in man (rem) foi também usada. A exposição em rem é igual à exposição em röntgen multiplicada pelo valor Q, constante que descreve o tipo de radiação. O rem foi tornado obsoleto pelo sievert.[carece de fontes?]

## Conversão
Em unidades SI, 1 R = 2,58×10−4 C/kg (de 1 esu ≈ 3.33564×10−10 C e a densidade do ar na atmosfera padrão de ~1.293 kg/m³).

## Dosagem
Nesta escala uma dose de cerca de 500 R em 5 horas é letal para os humanos. Uma dose típica de radiação de fundo para um humano é de 200 mR por ano.[carece de fontes?]